# Axel Kock

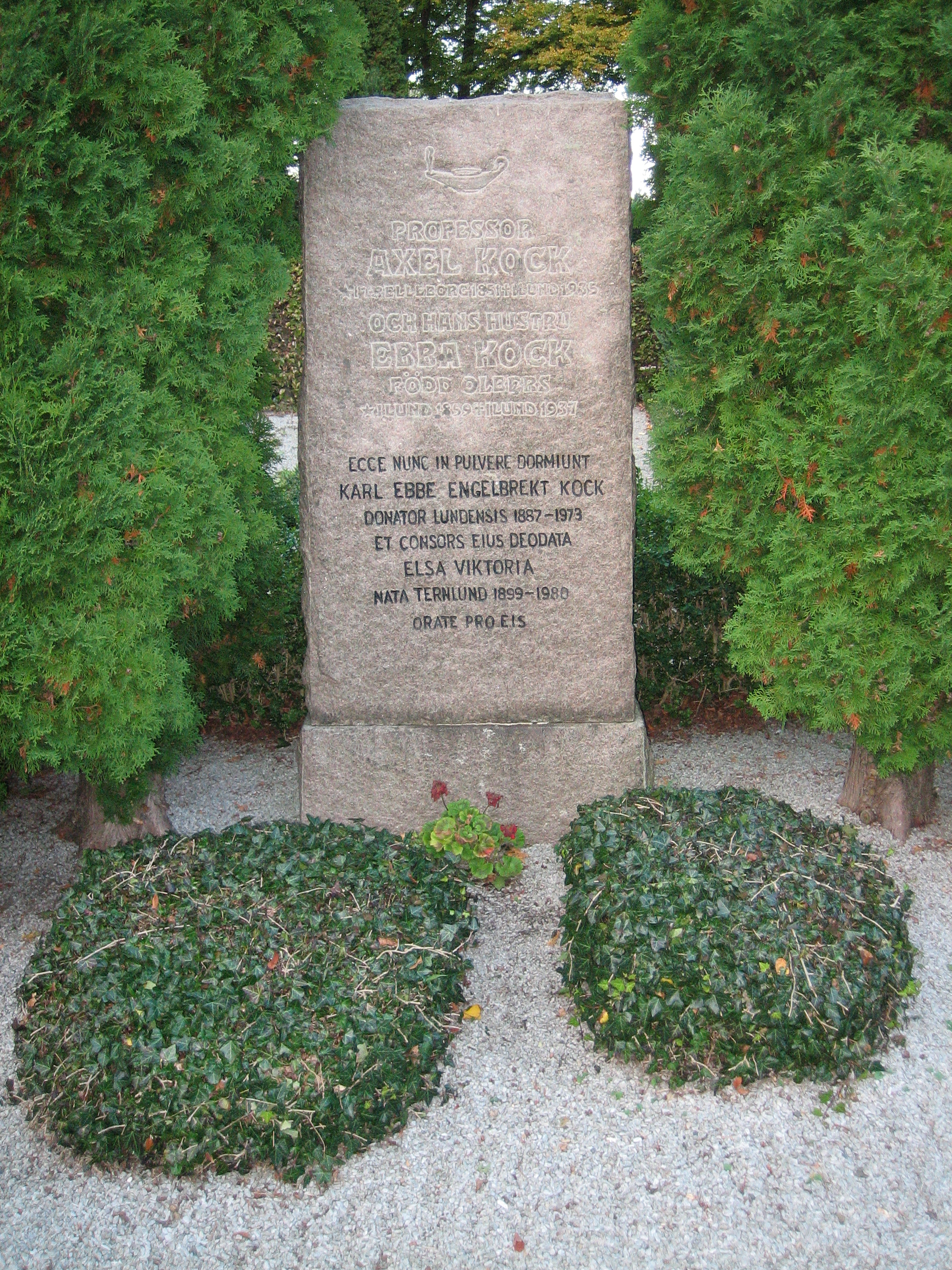
Axel Kocks grav på Norra kyrkogården i Lund.

Karl Axel Lichnowsky Kock, född den 2 mars 1851 i Trelleborg, död den 18 mars 1935 i Lund, var en svensk professor och språkforskare. Han var 1924–1935 ledamot av Svenska Akademien (stol nummer 5).

## Biografi
Axel Kock var son till köpmannen Johan Engelbrekt Kock (1815–1861) och Jeanette Ingeborg Bruzelius, och tillhörde en känd köpmansläkt från Skåne. C.J. Kock var hans farbror och Ernst Kock hans kusin. Kock gifte sig 1883 med Ebba Levinia Olbers.
Efter studentexamen i Lund 1870 bedrev Kock under en tid studier i Strassburg. 1879 blev han både docent och filosofie doktor i nordiska språk i Lund 1879. Han anställdes 1890 som professor i nordiska språk vid Göteborgs högskola och utsågs  1891 till skolans rektor, men tog redan samma år avsked från rektoratet och 1893 från professorsbefattningen för att i stället tillträda motsvarande professur vid Lunds universitet. Vid denna skola var han rektor 1911 till 1916.
Som forskare gjorde Kock särskilt värdefulla insatser inom svensk språkhistoria. Inom detta område är de viktigaste studierna Språkhistoriska undersökningar om svensk aksent (I, II 1878–85) och Studier öfver fornsvensk ljudlära (I, II 1882-86), liksom hans Undersökningar i svensk språkhistoria (1887) och Om språkets förändring (1896) samt många kortare artiklar publicerade i flera nordiska och tyska tidskrifter, men främst i Arkiv för nordisk filologi som Kock var huvudredaktör för under åren 1889–1928. Flera av dessa artiklar var även av stor vikt för såväl den danska språkhistorien som den allmänt fornnordiska grammatiken, särskilt i fråga om omljudsläran och accentförhållanden, vilket Kock särskilt intresserade sig för. Utöver detta gav han tillsammans med Carl af Petersens ut det omfattande arbetet Östnordiska och latinska medeltidsordspråk (1889–94).
Han ligger begravd på Norra kyrkogården i Lund.

## Utmärkelser, ledamotskap och priser
- Kommendör med stora korset av Nordstjärneorden
- Ledamot av Kungl. Vetenskapsakademien (LVA, 1913, nr 766)
- Hedersledamot av Vetenskapssocieteten i Lund (HedLVSL)[9]